# Jan Boudolf
Jan Boudolf of Hennequin de Bruges was een 14e-eeuwse Vlaamse kunstschilder en ontwerper van wandtapijten uit Brugge die een succesvolle carrière had als hofschilder van de Franse koning Karel V. Daarnaast was hij ook actief voor diens jongere broers Lodewijk I, hertog van Anjou, en Filips de Stoute, hertog van Bourgondië. Boudolf introduceerde een groter realisme met meer dieptewerking en expressie. Hoewel hij de maker is van een van de belangrijkste miniaturen uit de 14e eeuw, staat zijn precieze rol als miniaturist nog altijd ter discussie. Stilistisch en chronologisch staat zijn werk tussen dat van twee andere Vlamingen die voor Franse opdrachtgevers werkten: Jean Pucelle en Melchior Broederlam. Boudolf bracht de trend naar meer realisme, die in zijn tijd in Vlaanderen ontstond, naar Frankrijk en kan gezien worden als een van de vroege voorlopers van de Vlaamse Primitieven.

## Naam
Zijn Vlaamse naam was waarschijnlijk Jan Boudolf. Deze naam is niet uit 14e-eeuwse bronnen bekend, maar werd in de 20e eeuw gereconstrueerd. In de jaren 1350 waren twee Boudolfs schepenen van het Brugse Vrije, namelijk vader en zoon Boudouin en Jan Boudolf. In de Franstalige bronnen heet hij Jehan de Bondolf, Jehan de Bruges of Hennequin de Bruges. De vorm Hennequin, met varianten hanequin en enequin, wijst erop dat hij inderdaad uit Vlaanderen kwam. In het Latijnse bijschrift van de miniatuur uit 1371 wordt hij "Johannes de Brugis" genoemd. In rekeningen in het Latijn uit de periode 1374-1380 staat hij vermeld als Jo(h)annes Bandol. In 20e-eeuwse publicaties werd hij meestal aangeduid met de verbasterde naam Jean Bondol of met vervlaamste versies van de Franse namen, zoals Jan van Brugge of Jan (van) Bondol(f).

## Leven

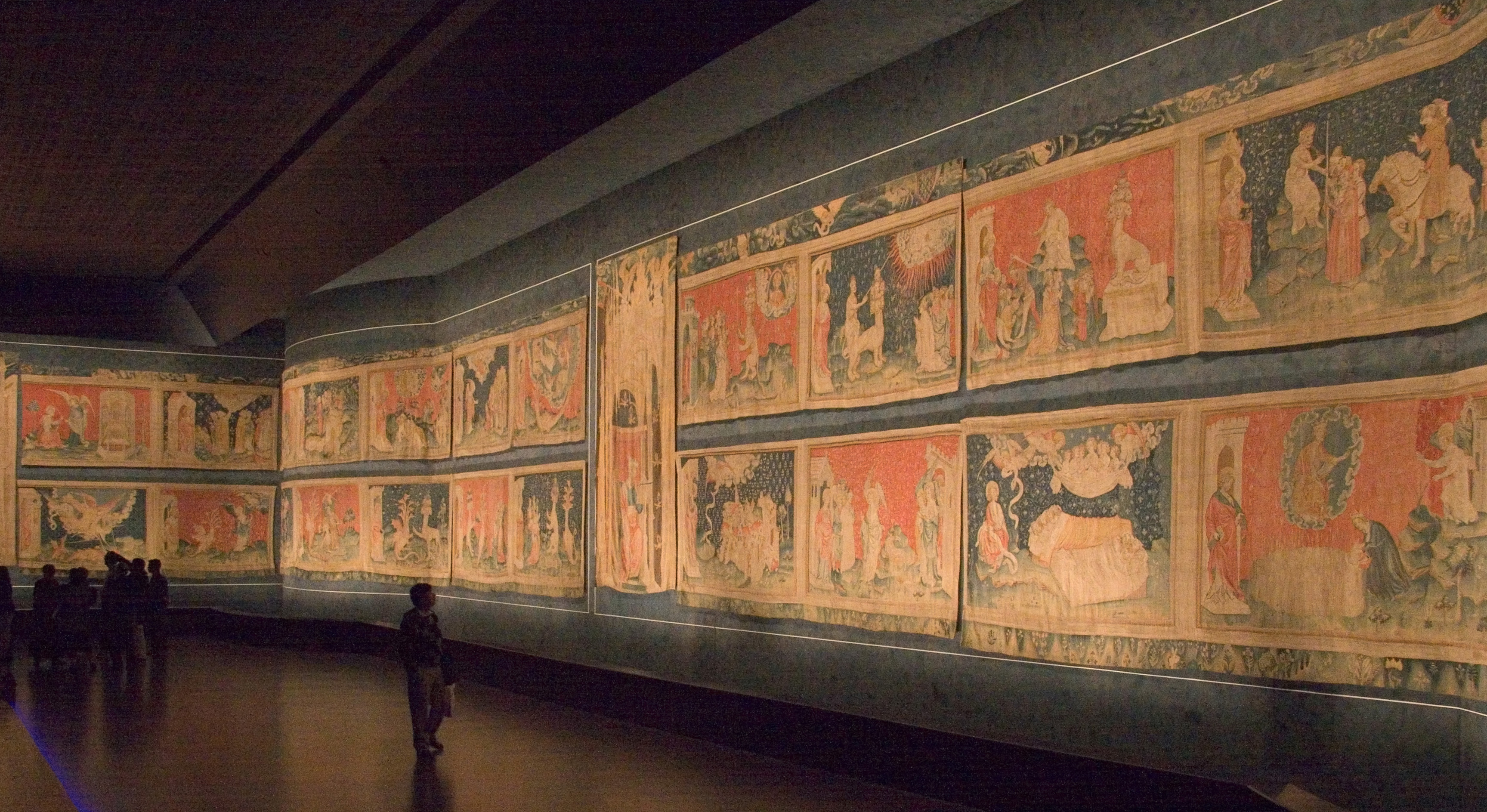
Apocalyps van Angers

De meeste bronnen over Jan Boudolf werden in het laatste kwart van de 19e eeuw ontdekt. Bij deze speurtochten werd in de Brugse archieven geen spoor van hem gevonden. Over zijn opleiding en eventuele functies en bezigheden in Brugge is daarom niets bekend. Zijn activiteiten in Frankrijk zijn gedocumenteerd over de periode 1368-1381.
Hij wordt voor het eerst vermeld in december 1368. Hij was op dat moment in dienst van Karel V van Frankrijk als hofschilder en valet de chambre en kreeg voor bewezen diensten het huis "De Valk" (à l'enseigne du Faucon) in Saint-Quentin in Noord-Frankrijk. De koning noemt hem "onze vriend" en "onze schilder".
In 1371 maakte hij het enige door hem gesigneerde werk dat bewaard is gebleven: de opdrachtminiatuur van de Historiebijbel die raadsheer Jean de Vaudetar op 28 maart 1372 aan de koning aanbood. Uit de rekeningen van de Franse koning uit 1374 en 1378 blijkt dat Boudolf goed werd betaald en een assistent (famulus) had. In 1380 werd hem een levenslang pensioen toegekend. Zowel op de miniatuur als in deze rekeningen wordt hij pictor regis ("schilder van de koning") genoemd.
In 1371-1372 komen in de rekeningen van Filips de Stoute, hertog van Bourgondië, in Dijon meerdere schilders (pointre) en glasmakers (verrier) voor met de naam Jehan of Hanequin, onder wie een "Jehan le pointre de Bruges". Een mogelijkheid is dat de ene "Jehan" (de schilder) ontwerpen heeft gemaakt voor de andere (de glasmaker). Het lijkt in elk geval waarschijnlijk dat Jan Boudolf een van deze "Jehans" was. Dit verblijf is ook in verband gebracht met een muurschildering van de heilige Christoffel in de kerk in Semur-en-Auxois die aan Boudolf wordt toegeschreven. In de periode 1371-1373 versierde hij een draagstoel (litière) voor Margaretha van Frankrijk, gravin van Vlaanderen en grootmoeder van de echtgenote van Filips de Stoute.
Voor 28 januari 1378 staat in de archieven van Lodewijk I, hertog van Anjou een betaling aan Hennequin de Bruges genoteerd voor pourtraictures et patrons door hem gemaakt pour les ditz tappiz à listoire de l'apocalice. Dit zijn de tapijt-ontwerpen voor de Apocalyps van Angers, waarvoor hij de opdracht in de periode 1373-1377 moet hebben gekregen. Ook in de jaren 1379 en 1381 werd hij betaald voor certaines pourtraictures, waarschijnlijk voor dezelfde reeks van zes tapijten, die deels verloren is gegaan tijdens de Franse revolutie, maar waarvan substantiële delen bewaard zijn gebleven. Volgens een aantekening uit 1380 in de catalogus van de bibliotheek in het Louvre had Karel V een manuscript met de Apocalyps uitgeleend aan zijn jongere broer "om zijn mooie tapijt te laten maken", ongetwijfeld om als voorbeeld en inspiratiebron te dienen voor Boudolf. Lodewijk had de tapijten besteld bij de koopman Nicolas Bataille, die de tapijten liet weven in het Parijse atelier van Robert Poinçon. Boudolfs originele ontwerpen zijn verloren gegaan.
Het is onzeker of hij ook Juan de Burgas was die in deze periode een retabel schilderde voor Pedro IV, koning van Aragón.
De betaling in 1381 is het laatste wat over Boudolf bekend is.

## Werk en stijl
Boudolf had grote invloed op de Franse hofstijl. Na de dood van de vernieuwende Jean Pucelle had de precieuze, decoratieve Franse stijl met weinig dieptewerking weer de overhand gekregen. Boudolf ging verder waar Pucelle was opgehouden. De Heures de Savoie is in dit opzicht symbolisch. Het manuscript was gemaakt voor Blanche van Bourgondië en vanaf 1348 gedeeltelijk verlucht door Jean le Noir, een leerling van Jean Pucelle. Later kreeg koning Karel V van Frankrijk het onvoltooide manuscript in bezit en liet de resterende miniaturen uitvoeren door een atelier dat onder invloed stond van Jan Boudolf. De Duits-Amerikaanse kunsthistoricus Erwin Panofsky karakteriseerde het contrast tussen de traditionele Parijse stijl en de inbreng van Boudolf als: "Volume en ruimte tegenover tweedimensionale patronen, licht en kleur tegenover lijn, concrete, geïndividualiseerde realiteit tegenover abstracte, algemene formules."

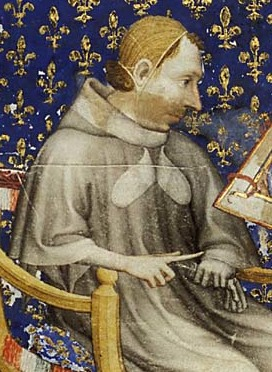
Detail: het portret van koning Karel V

De enige door Boudolf gesigneerde miniatuur heeft op het ertegenover liggende blad een bijschrift in het Latijn. In vertaling luidt het: "In het jaar des Heren 1371 werd dit werk verlucht in opdracht en ter ere van de illustere prins Karel, koning van Frankrijk, in zijn 35e levensjaar en zijn achtste regeringsjaar, en Johannes van Brugge, schilder van voornoemde koning, maakte dit schilderij eigenhandig." Hier wordt onderscheid gemaakt tussen het manuscript, dat wordt omschreven als "het werk" (opus) dat "verlucht" (pictum) werd, en de presentatieminiatuur oftewel "dit schilderij" (hanc picturam) dat Johannes uit Brugge eigenhandig had gemaakt (fecit ... propria sua manu). Kennelijk waren de andere miniaturen niet door hemzelf geschilderd.
De karakterisering van de afgebeelde personen was nieuw. Het zijn de eerste echte portretten in de geschiedenis van de miniatuurkunst. Het zijn geen stereotiepe, geïdealiseerde figuren, maar echte portretten van de koning en zijn raadsheer als herkenbare individuen. Bovendien is de koning niet afgebeeld als heerser maar als geleerde.
Ook de ruimtewerking van de miniatuur was revolutionair in de Noord-Europese kunst. Pucelle stelde zijn interieurs nog voor als een gebouwtje waarvan, zoals bij een poppenhuis, een wand is weggenomen. De miniatuur van Boudolf wekt daarentegen de indruk dat je door een portaal of raamomlijsting in een in principe oneindige ruimte kijkt. Het kader van het schilderij is een raam naar de buitenwereld geworden. Een dergelijke omlijsting met gotische driepas en erachter een perspectivisch verkorte tegelvloer werd later toegepast door de grootmeesters van de Vlaamse Primitieven, zoals Rogier van der Weyden in zijn Miraflorestriptiek. Dit motief had Boudolf ongetwijfeld overgenomen van Italiaanse voorbeelden. Terwijl Pucelle vooral Duccio had nagevolgd, liet Boudolf zich inspireren door de volgende generatie schilders uit Siena: Simone Martini en de broers Pietro en Ambrogio Lorenzetti. Zij waren het die de perspectivische experimenten van Duccio voortzetten en als eersten een interieur als in Boudolfs miniatuur schilderden in hun Madonna's en Annunciaties. Het interieur wordt in feite alleen gesuggereerd door de tegelvloer, de muren bestaan slechts uit een abstract patroon. Panofsky noemde dit een "interior by implication". De baldakijn boven de koning is eveneens van Italiaanse oorsprong. Boudolf leerde hun werk en hun vondsten mogelijk kennen via Matteo Giovannetti, die evenals Simone Martini lange tijd in Avignon werkte.

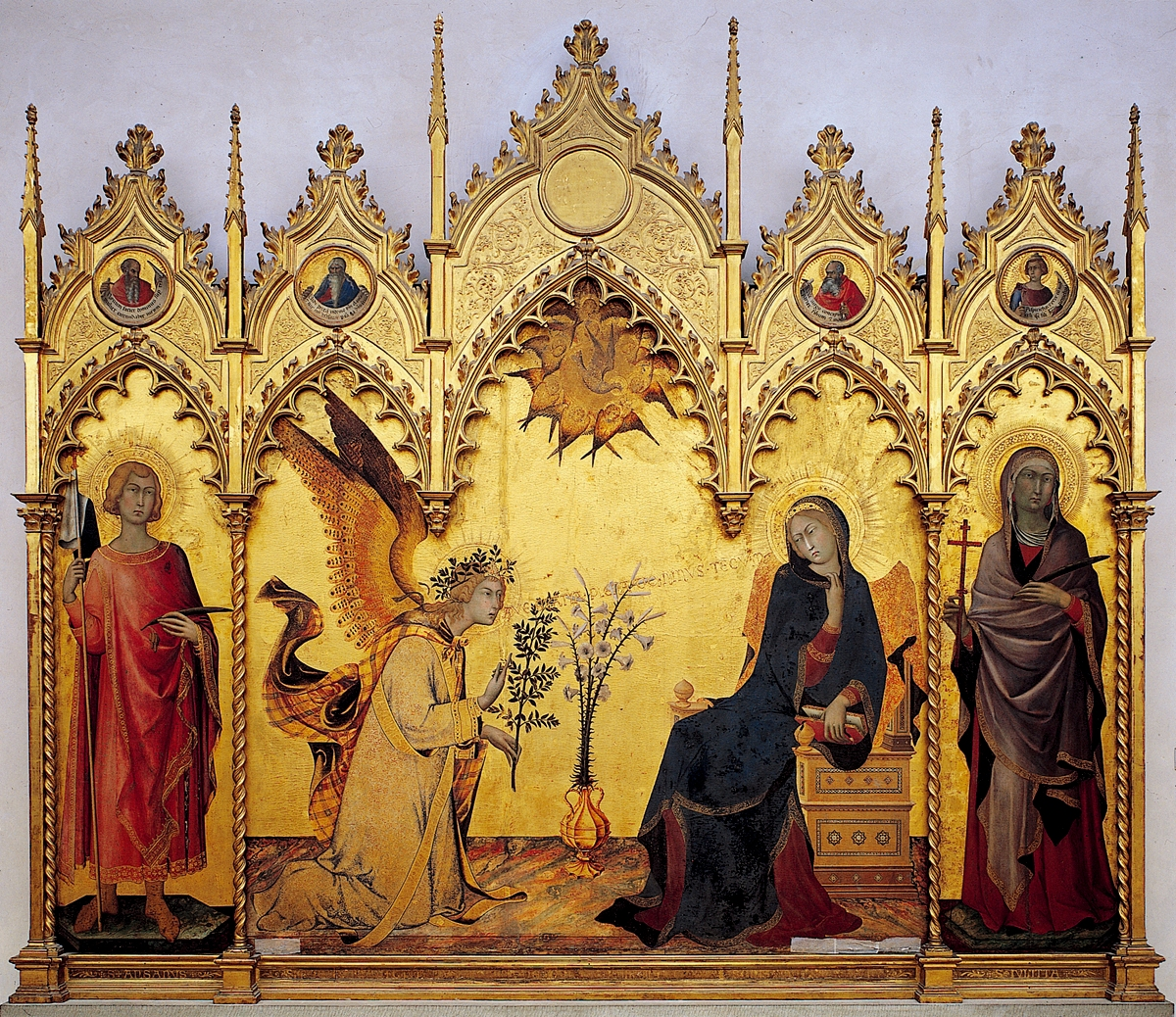
Simone Martini en Lippo Memmi, De annunciatie, 1333, Uffizi, Florence
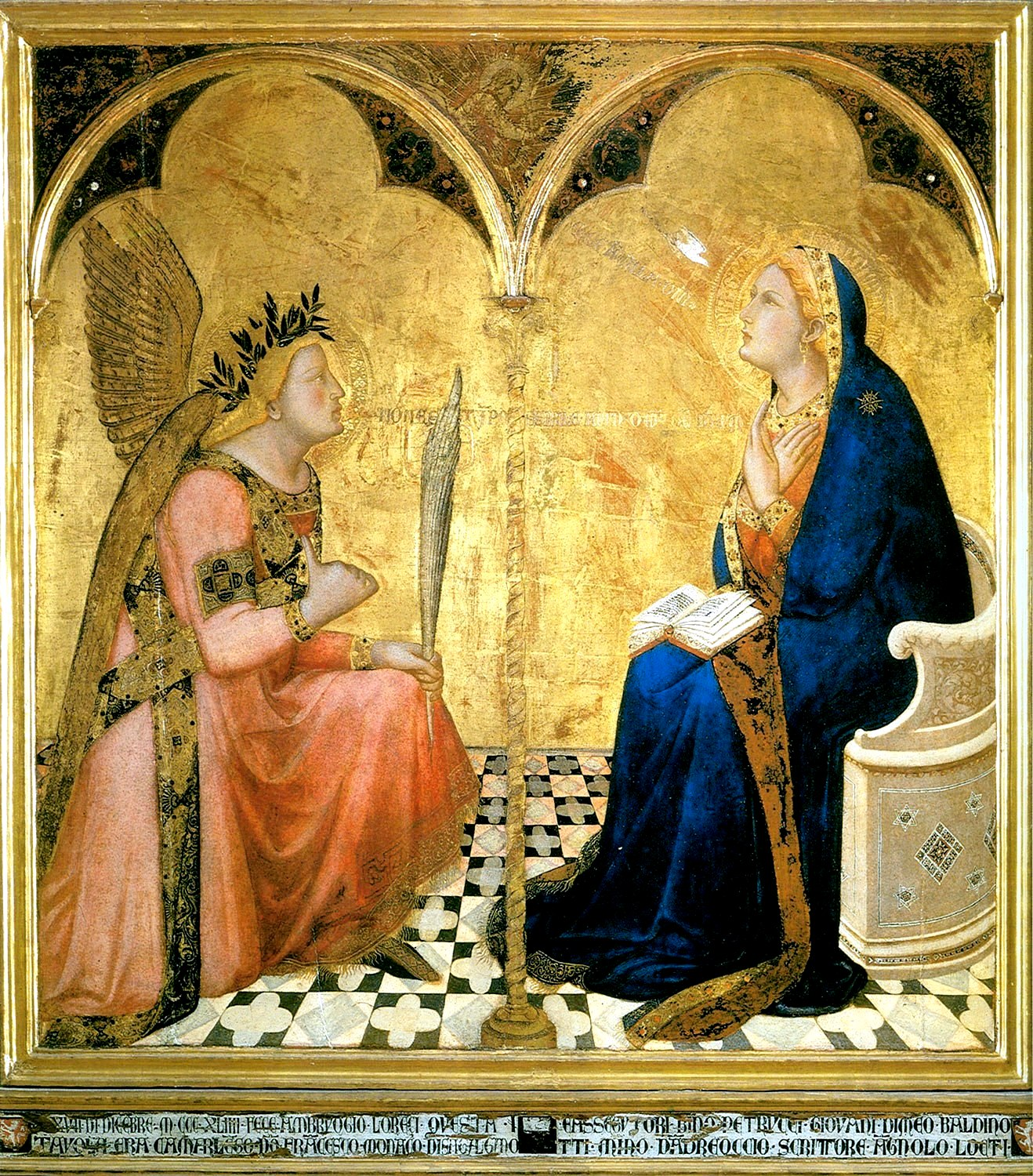
Ambrogio Lorenzetti, De annunciatie, 1344, Pinacoteca Nazionale di Siena

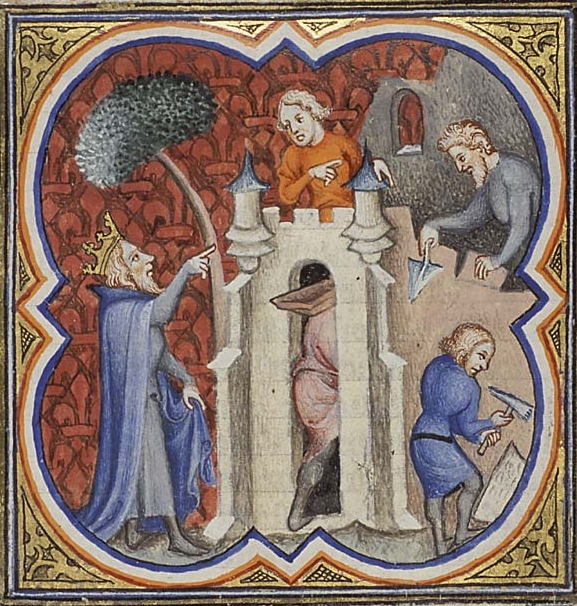
Meester van de Bijbel van Jean de Sy (e.a.), Salomo inspecteert de bouw van de Tempel, Historiebijbel van Jean de Vaudetar, fol. 204r

De overige miniaturen, die onder invloed van Boudolf zijn gemaakt zijn omschreven als schilderachtig (pictorial) tegenover de tekenachtige, kalligrafische stijl van de traditionele Franse ateliers. Het zijn eerder kleine schilderijtjes dan lijntekeningen. Dit maakt het waarschijnlijk dat Boudolf zelf vooral schilder op groot formaat was en niet zozeer een miniaturist. Het atelier met miniaturisten werd in dat geval geleid door een medewerker, die bekend staat als de Meester van de Bijbel van Jean de Sy en mogelijk identiek is aan de famulus ("assistent") die in enkele rekeningen wordt genoemd. In hoeverre Boudolf zelf actief is geweest als miniaturist – wellicht vooral aan het begin van zijn carrière – is nog een open vraag.